# أبواب الجنة (فلم)
أبواب الجنة فيلم مغربي من إنتاج العام 2006 من إخراج عماد نوري وبطولة نخبة من الممثلين المغاربة.

## القصة
يعود ناي إلى شقة الشخص الذي تعرَّض له بغية الانتقام، ويغير موقفه حين يصادف ثلاثة أشخاص. في السابق، كان ناي يعمل في المبنى نفسه، ولكنه انسحب منه بمجرد أن اكتشف أصدقاؤه مصدر دخله. بعد ذلك، يقرر التحالف مع منصور، زعيم إحدى عصابات الحي. ومع الوقت، تسوء الأمور بصورة كبيرة بين ناي والعصابة، حيث يصبح هدفًا لإطلاق النار من قبل بعض أفرادها. يعلم ناي من خلال منصور هوية الأشخاص الذين هم وراء محاولة الاغتيال ضده.

## وصلات خارجية
الفيلم كامل للمشاهدة على يوتوب على يوتيوب.